# Ford Fiesta Mixed Cup 1992
Der Ford Fiesta Mixed Cup 1992 die dritte und letzte Saison des Markenpokals Ford Fiesta Mixed Cup. Dabei teilten eine Rennfahrerin und ein Rennfahrer gemeinsam einen Ford Fiesta. Gefahren wurde bei der Mehrheit der Rennen im Rahmen der DTM.
Der Gesamtsieg ging an Sabine Schmitz und Thomas Marschall, nachdem das Duo im Vorjahr bereits den zweiten Platz belegt hatte. Beide gewannen auch die jeweiligen Einzelwertungen für Damen und Herren.

## Teilnehmerliste
Alle Teilnehmer bestritten ihre Rennen mit baugleichen Ford Fiesta XR2i mit einer Leistung von rund 77 kW (105 PS). Die beiden Rennfahrer eines Teams durften zusammen nicht älter als 55 Jahre sein. Die unten aufgeführte Teilnehmerliste ist lediglich eine Auswahl und nicht vollständig.
| Nr. | Fahrer / Fahrerin                     |
| --- | ------------------------------------- |
| 02  | Achim Stegmüller / Beate Nodes        |
| 03  | Stefan Köhler / Jutta Beisiegel       |
| 20  | Michael Trunk / Gaby Sonnauer         |
| 23  | Rudolph Vizethum / Sigrid Gumpert     |
| ??  | H. Kaltenecker / Claudia Fleischhauer |
| ??  | Thorsten Martick / Astrid Grünfelder  |
| ??  | Harald Hennes / Ellen Hild            |
| ??  | Claus Dittel / Andrea Hild            |
| ??  | Franz-Josef Bröhling / Astrid Hild    |
| ??  | Jörg Thull / Hilde Henry              |
| ??  | Thomas Marschall / Sabine Schmitz     |
| ??  | Carsten Erpenbach / Ingrid Steger     |
| ??  | Thomas Wirtz / Jenny van Hilten       |
| ??  | Jürgen Rother / Tanja Zinner          |
| ??  | Rudolf Huxohl / Nicole Grotenrath     |

| ??
 Jürgen Hohenester /
 Sieglinde Lehmeyer
|}

## Rennkalender
| Datum         | Nr. | Strecke        | Distanz                    | Gesamtsieger                         |
| ------------- | --- | -------------- | -------------------------- | ------------------------------------ |
| 26. April     | 01  | Zolder         | 13 × 4,194 km = 54,522 km  | Thomas Marschall / Sabine Schmitz    |
| 03. Mai       | 02  | Wunstorf       | 20 × 5,050 km = 101,000 km | Thorsten Martick / Astrid Grünfelder |
| 31. Mai       | 03  | Most           | 26 × 4,100 km = 107,848 km | Achim Stegmüller / Beate Nodes       |
| 14. Juni      | 04  | Nürburgring    | 18 × 4,542 km = 81,756 km  | Achim Stegmüller / Beate Nodes       |
| 28. Juni      | 05  | Norisring      | 24 × 2,300 km = 55,200 km  | Achim Stegmüller / Beate Nodes       |
| 12. Juli      | 06  | Brünn          | 18 × 5,394 km = 97,092 km  | Thomas Marschall / Sabine Schmitz    |
| 30. August    | 07  | Salzburgring   | 15 × 4,240 km = 63,600 km  | Thomas Marschall / Sabine Schmitz    |
| 06. September | 08  | Singen         | 30 × 2,800 km = 84,000 km  | Thorsten Martick / Astrid Grünfelder |
| 08. September | 09  | Nürburgring    | 32 × 3,029 km = 96,928 km  | Thomas Marschall / Sabine Schmitz    |
| 29. September | 10  | Hockenheimring |                            | Thomas Marschall / Sabine Schmitz    |

## Wertungen
Es gab eine Wertung, in der das aus Rennfahrer und Rennfahrerin bestehende Team gemeinsam gewertet wurde und eine separate Wertung nach Geschlecht getrennt.

### Gesamtwertung
| Platz | Fahrer                               | Punkte |
| ----- | ------------------------------------ | ------ |
| 1     | Thomas Marschall / Sabine Schmitz    | 447    |
| 2     | Achim Stegmüller / Beate Nodes       | 415    |
| 3     | Thorsten Martick / Astrid Grünfelder | 406    |
| 4     | Stefan Köhler / Jutta Beisiegel      | 362    |
| 5     | Thomas Wirtz / Jenny van Hilten      | 360    |
| 6     | Franz-Josef Bröhling / Astrid Hild   | 351    |

### Einzelwertung Herren
| Platz | Fahrer           | Punkte |
| ----- | ---------------- | ------ |
| 1     | Thomas Marschall | 264    |
| 2     | Thorsten Martick | 257    |
| 3     | Achim Stegmüller | 250    |

### Einzelwertung Damen
| Platz | Fahrerin         | Punkte |
| ----- | ---------------- | ------ |
| 1     | Sabine Schmitz   | 234    |
| 2     | Jenny van Hilten | 228    |
| 3     | Jutta Beisiegel  | 205    |